# St. Clair (Minnesota)
Pour les articles homonymes, voir St. Clair.
St. Clair est une ville américaine située dans le Comté de Blue Earth, dans le Minnesota. Selon le recensement de 2010, sa population est de 868 habitants.